# Gaflenz
Gaflenz è un comune austriaco di 1 924 abitanti nel distretto di Steyr-Land, in Alta Austria; ha lo status di comune mercato (Matrktgemeinde).